# Bacha Bazi

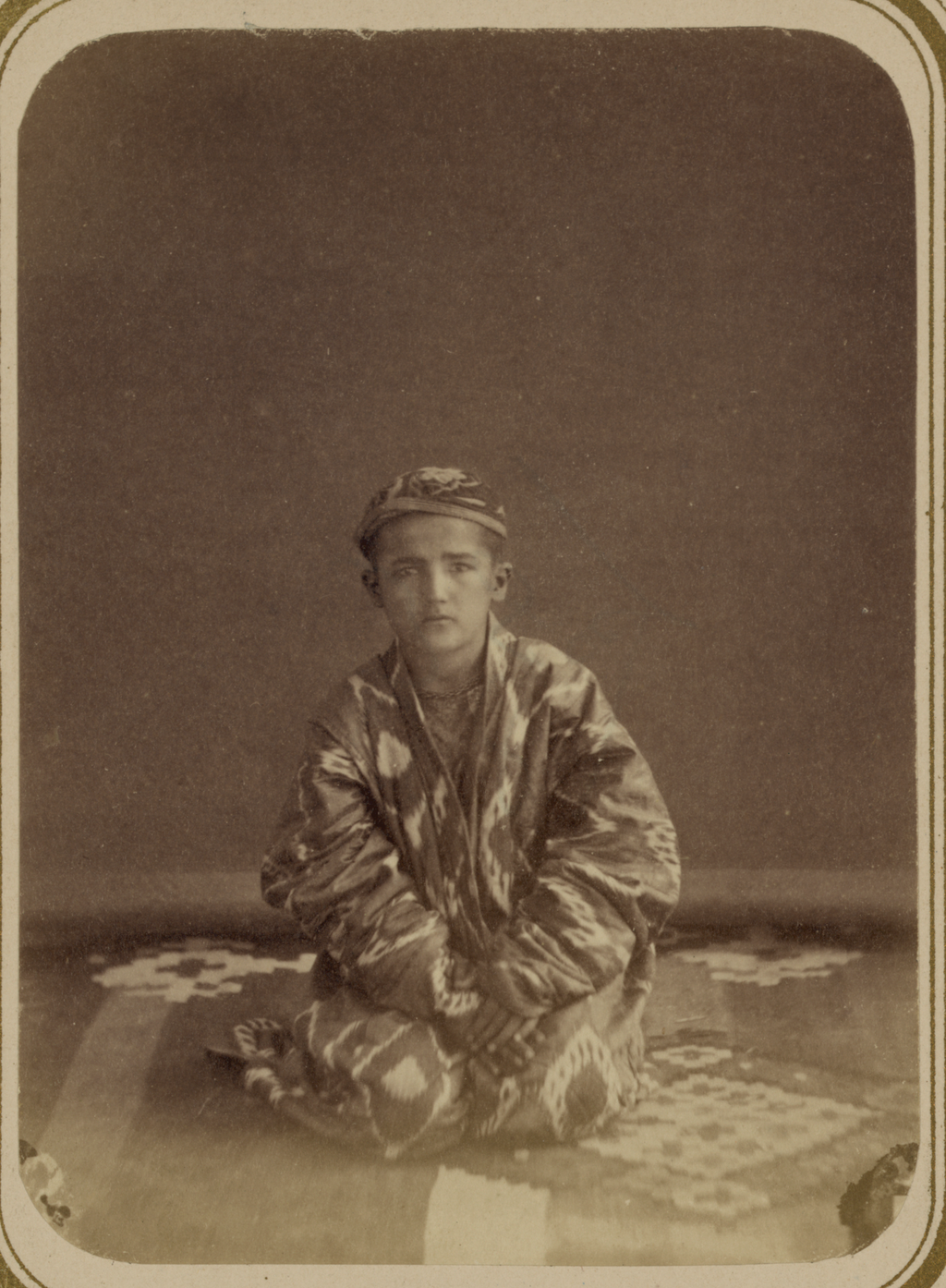
Un giovane Bacha Bazi.

Il Bacha Bazi (Bacheh-baazi), che significa "giocare/stare assieme/essere interessato ai bambini", noto anche come bacchá (Dari: بچه, "bambino", "ragazzo") o bacha bi-reesh ("ragazzino imberbe"), è una forma di schiavitù sessuale e prostituzione minorile in cui ragazzini in età prepuberale o appena entrati nell'adolescenza sono venduti a uomini ricchi e potenti afghani per intrattenerli e compiacerli sessualmente.
Questo, in Afghanistan, è un vero e proprio business, e molti uomini adulti tengono i loro Bacha bazi come fossero un autentico status symbol; alcuni dei giovani maschi coinvolti riferiscono d'esser stati costretti ad avere continuativi e frequenti rapporti sessuali con i loro padroni e che se si rifiutavano venivano molto semplicemente violentati. Le autorità governative a tutt'oggi stanno a malapena iniziando un tentativo di repressione della pratica, ma rimangono molti dubbi sulla sua efficacia in quanto buona parte degli uomini coinvolti sono potenti ex comandanti militari.
A stretta norma di legge la pratica è illegale, in quanto contraria sia alla Sharia che al codice civile afghano; ma le leggi vengono raramente applicate nei confronti dei criminali più potenti e la polizia stessa in molti casi si rende complice dei reati commessi. Già nel 2009 il rappresentante speciale del segretario generale delle Nazioni Unite affermò: "È tempo d'affrontar seriamente la questione riguardante tale pratica, per porvi fine al più presto. Molti leader religiosi del paese si sono appellati a noi per aiutarli nella lotta contro quest'attività; i responsabili dovrebbero essere puniti e i ragazzi protetti di modo che possano avere il diritto ad un'infanzia senza sfruttamento".

## Storia
La pratica denominata Bacha Bazi è una forma istituzionalizzata di pedofilia diffusa in tutta la regione fin dai tempi antichi. Storicamente è sempre stata più comune nelle zone più settentrionali dell'Afghanistan, e dura fino ad oggi, mentre nelle grandi città è via via tramontata a partire dalla fine della prima guerra mondiale. Lo storico della danza Anthony Shay la descrive come "severamente disapprovata dalle potenze coloniali, prima inglesi e francesi e poi russe, e da quelle élite che avevano assorbito i valori occidentali".
I rapporti con effeminati hanno una lunga e autorevole storia tra i governanti e i poeti del medioevo arabo (un nome fra tutti quello di Omar Khayyam) e una certa forma di pederastia nella classe alta musulmana era parte integrante della "morale sociale", questo fin dall'VIII secolo; nella capitale dei califfi abbasidi Baghdad vi è testimonianza della comparsa di questi ragazzi che si esprimeva tramite abiti e maniere femminee. L'Impero ottomano fino al XIX secolo aveva i Köçek, ragazzi vestiti da donna che intrattenevano gli uomini con danze e canti tramite cembali e tamburi.
La prassi attuale in Afghanistan è basata su questa tradizione e sull'idea che, se il contatto con le donne può risultare impuro, quello causato dall'amore nei confronti dei ragazzi è sempre puro (tramite sesso intercrurale) e non viene pertanto generalmente neppure considerato come violazione della Sharia: "l'amore per i ragazzi è presente in fonti giuridiche vincolanti, quindi senza alcuna possibilità d'incorrere in una qualche punizione"
Un certo numero di viaggiatori europei hanno riportato la loro testimonianza riguardo al fenomeno: attraversando il Turkestan nel 1872-3 l'esploratore e diplomatico Eugene Shuyler osservò che "qui ragazzini maschi e giovani appositamente formati ed istruiti assumono il ruolo che in altri paesi hanno le danzatrici femmine". La sua opinione era che tali danze "non giungevano mai all'indecenza, anche se a volte potevano assumere un tono molto provocante... Questi batchas o ragazzi-ballerini sono un istituto riconosciuto in tutto il territorio dell'Asia centrale, anche se rimane più in voga a Bukhara e nella vicina Samarcanda; mentre nel Khanato di Kokand questi balli pubblici già da alcuni anni sono stati proibiti. A Tashkent la tradizione ha fiorito fino a quando una grave epidemia di colera ha convinto i mullah che il Bacha Bazi violava i precetti coranici".
Ma lo stesso Shuyler descrive anche il rispetto e il forte sentimento d'affetto che molto spesso questi ballerini maschi adolescenti ricevevano dagli uomini più grandi: "vengono rispettati come lo sono da noi le più grandi cantanti ed attrici. Ogni movimento che fanno è seguito ed applaudito, non avevo mai veduto prima un interesse così forte ed una tal eccitazione: tutta la folla di uomini che assiste pare divorarli con gli occhi, mentre con le mani battono il tempo accompagnandoli ad ogni passo. Se poi un batcha accondiscende ad offrir ad uno degli uomini una tazza di tè, ecco che il destinatario esce dal gruppo e la riceve con un profondo inchino; restituisce poi la ciotola vuota alla stessa maniera rivolgendosi al ragazzetto come Taxir-Maestà o col termine Kulluk-sono il tuo schiavo. Anche quando un batcha passa a piedi attraverso il bazar quelli che lo riconoscono corrono subito a salutarlo premendosi entrambe le mani sul cuore ed esclamando a gran voce Kulluk. Se il ragazzo poi si degna di fermarsi a riposare in un negozio qualsiasi, ciò viene considerato un grandissimo onore".
Anche il conte Pahlen durante i suoi viaggi attraverso l'area nel 1908-09 descrisse tali danze: "Sdraiati su cuscini e tappeti si fuma il narghilè... Come l'orchestra inizia a suonare entrano i batches, giovani maschi appositamente addestrati per eseguire un particolare insieme di danze. A piedi nudi e abbigliati come donne, con lunghe e vivaci camicie di seta che arrivano alle ginocchia e pantaloni stretti fissati attorno alle caviglie, le braccia e le mani brillano piene di anelli e braccialetti. Portano i capelli lunghi fino a raggiungere le spalle, anche se la parte anteriore del capo è rasata. Le unghie delle mani e dei piedi sono dipinte di rosso mentre le sopracciglia sono di un nero corvino. Le danze sono costituire da contorsioni sensuali di tutto il corpo il quale ritmicamente si muove avanti e indietro e con le braccia alzate in un movimento tremante. Gli occhi degli astanti brillano d'ammirazione ed il tutto si conclude coi ballerini che cadono esausti a terra.
Nel 1909 due di questi bacchá si sono esibiti durante un'esposizione agricola-industriale svoltasi a Taskhent; notando il notevole interesse dimostrato dal pubblico, diversi ricercatori si son premuniti di registrare i testi delle canzoni eseguite dai due (un sedicenne e un bambino di dieci anni) in seguito anche a Margilan: le canzoni sono state poi pubblicate nella lingua originale uzbeka con traduzione in russo. Uno studio del 2011 svoltosi in Pakistan e che ha coinvolto quattro ragazzi, ha trovato somiglianze e differenze tra la prassi attuale pakistana e quella osservata in Uzbekistan nel 1970 da Ingeborg Baldauf.

### Situazione attuale
I ragazzi danzanti hanno un'età che può andare dagli 8 ai 14 anni (rientrando quindi sia nella fattispecie della pedofilia che in quella della pederastia); le canzoni trattano spesso di un amore non corrisposto o di avventure erotiche e vi possono anche essere vere e proprie gare di canto e ballo tra i vari Batchis.
I bambini vengono anche dati via dalle stesse famiglie poverissime dietro pagamento, oppure possono essere orfani costretti a vivere per la strada.

## Nei media
Un film-documentario di Najibullah Quraishi su tale "tradizione" è stato proiettato nel Regno Unito nel 2010, e subito dopo trasmesso dalle TV degli Stati Uniti. Il documentario è stato lodato come "affascinante e terribile" ed ha vinto il premio 2011 "Media Awards" di Amnesty International.
L'Associazione rivoluzionaria delle donne dell'Afghanistan ne parla approfonditamente. La pratica del Bacha Bazi ha indotto il dipartimento della difesa degli Stati Uniti a svolgere indagini sulla questione, dopo che molti soldati occidentali di pattuglia spesso incappavano in uomini adulti che passeggiando mano nella mano assieme a ragazzini, si toccavano e accarezzavano.
Sia nel romanzo Il cacciatore di aquiloni che nel film omonimo viene rappresentata la pratica del Bacha Bazi: il nipote del protagonista è costretto a diventare un danzatore e uno schiavo sessuale di uno dei più alti funzionari del governo dei talebani, il quale aveva violentato anni prima il padre del ragazzo.
Nel dicembre 2010 documenti resi pubblici da WikiLeaks han rivelato che appaltatori statunitensi del DynCorp avevano speso notevoli somme con i Bacha Bazi nel nord dell'Afghanistan. Nel marzo 2011 un documentario della BBC ha affrontato la preoccupazione riguardante un aumento dell'incidenza di questi "ragazzi danzanti", e come questo si metteva in contrasto con l'immagine che molti desideravano proiettare sul futuro post-talebano del paese. Nel dicembre 2012 un ragazzo che intratteneva una "relazione impropria" con uno dei comandanti di guardia alla frontiera ha ucciso otto soldati.
Al fenomeno dei bacha bazi è dedicato il romanzo Il bambino che danzava con le farfalle di Demetrio Baffa Trasci Amalfitani vincitore nel 2024 del primo premio letterario nazionale "Valerio Gentile" e nel 2025 del Premio speciale del Presidente del concorso "Amore sui Generis della città di Grosseto.